# Nathalie Delon
Nathalie Delon (Oujda, 1 augustus 1941 - Parijs, 21 januari 2021) was een Franse actrice. Zij werd geboren als Francine Canovas en nam later de artiestennaam Nathalie Delon aan.

## Leven en werk

### Afkomst
Canovas werd geboren in Frans-Marokko in een gezin van Spaanse afkomst. Haar vader was een pied-noir uit het Algerijnse Oran die een transportbedrijf had. Haar moeder was afkomstig uit Melilla, Spaans-Marokko. Enkele maanden na haar geboorte verliet haar vader de echtelijke woonstee. Toen ze achttien was trouwde Canovas een eerste keer en bracht een meisje ter wereld, Nathalie. Het huwelijk hield geen stand en Canovas trok al vlug naar Parijs, aan het begin van de jaren zestig.

### Alain Delon en Jean-Pierre Melville
Haar ontmoeting en haar huwelijk met Alain Delon was bepalend voor de start van de filmcarrière van Francine Canovas. Onder regie van Jean-Pierre Melville draaide ze haar eerste film: in de misdaadfilm Le Samouraï (1967) deelde ze de affiche met haar echtgenoot wiens naam ze vanaf dan overnam als artiestennaam. Ze verscheen eveneens in een tweede film van Melville: in het over de Résistance handelend oorlogsdrama L'Armée des ombres (1969), speelde ze een bijrolletje. 

### Korte carrière als actrice
De volgende tien jaar (1971-1980) speelde Nathalie Delon mee in een twintigtal films waarin ze dikwijls bijrollen voor haar rekening nam. Zowel Franse cineasten (met bekende namen als Jacques Deray, Christian-Jaque en Roger Vadim) als andere Europese (vooral Italiaanse) en Amerikaanse (Edward Dmytryk, Joseph Losey, ...) regisseurs gaven haar rollen.
Naast Melville's meesterwerken was Sex-shop (Claude Berri, 1972) de meest succesrijke van haar films. Deze komedie speelde in op de seksuele bevrijding van het begin van de jaren zeventig

### Filmregisseur
Delon regisseerde ook twee films: het drama Ils appellent ça un accident (1982) en de romantische komedie Sweet Lies (1987).

### Privéleven
Francine Canovas had al een kortstondig huwelijk achter de rug toen ze in 1962 Alain Delon ontmoette. De beroemde acteur was toen verloofd met Romy Schneider. Enige tijd later maakte Delon een eind aan zijn vijfjarige relatie met de Duitse actrice. In 1964 huwde hij met Canovas die zwanger van hem was. Wat later werd Anthony Delon geboren die in de voetsporen van zijn vader trad. Na vijf turbulente jaren ging het koppel in 1969 uit elkaar toen Delon tijdens de opnames van de misdaadfilm Jeff een relatie begon met zijn tegenspeelster Mireille Darc.
Tijdens de jaren zeventig trok Nathalie Delon op met de acteur Marc Porel. Daarna vormde ze vijftien jaar lang een koppel met rockmuziekproducent en stichter van Island records Chris Blackwell. 
Nathalie Delon overleed in 2021 op 79-jarige leeftijd aan pancreaskanker.

## Filmografie
- 1967 - Le Samouraï (Jean-Pierre Melville)
- 1968 - La Leçon particulière (Michel Boisrond)
- 1969 - Le Sorelle (Roberto Malenotti)
- 1969 - La Main (Henri Glaeser)
- 1969 - L'Armée des ombres (Jean-Pierre Melville)
- 1971 - Doucement les basses (Jacques Deray)
- 1971 - When Eight Bells Toll (Étienne Périer)
- 1972 - Sex-shop (Claude Berri)
- 1972 - Absences répétées (Guy Gilles)
- 1972 - Bluebeard (Edward Dmytryk)
- 1972 - Le Moine (Adonis A. Kyrou of Ado Kyrou)
- 1973 - Profession : Aventuriers (Claude Mulot)
- 1973 - L'Histoire très bonne et très joyeuse de Colinot trousse-chemise (Nina Companeez)
- 1974 - Vous intéressez-vous à la chose? (Jacques Baratier)
- 1975 - The Romantic Englishwoman (Joseph Losey)
- 1975 - Docteur Justice (Christian-Jaque)
- 1976 - Un sussurro nel buio (Marcello Aliprandi)
- 1976 - Une femme fidèle (Roger Vadim)
- 1977 - Hold-up (German Lorente)
- 1977 - Fire in the Water (Peter Whitehead)
- 1978 - I gabbiani volano basso (Giorgio Cristallini)
- 1978 - Der Mann im Schilf (Manfred Purzer)
- 1978 - Gli ultimi angeli (L'avventurosa fuga) (Enzo Doria)
- 1978 - Eyes Behind the Stars (Occhi dalle stelle) (Roy Garret) (of Mario Gariazzo)
- 1979 - Le Temps des vacances (Claude Vital)
- 1980 - La Bande du Rex (Jean-Henri Meunier)
- 2008 - Nuit de chien (Werner Schroeter)
- 2009 - Mensch (Steve Suissa)

## Publicatie
- Nathalie Delon: Pleure pas, c’est pas grave, Éditions Flammarion, 2006 (autobiografie)

- Bibsys: 11032740
- Biblioteca Nacional de España: XX1265874
- Bibliothèque nationale de France: cb123973381 (data)
- CiNii: DA19874858
- Gemeinsame Normdatei: 133589544
- International Standard Name Identifier: 0000 0000 5936 6147
- Library of Congress Control Number: no2001049268
- MusicBrainz: fc585198-e523-4999-b5cf-9b2426e88961
- Bibliotheek van het Japanse parlement: 00620572
- Nationale Bibliotheek van Tsjechië: xx0151591
- Nationale Bibliotheek van Israël: 987007448598205171
- Réseau des bibliothèques de Suisse occidentale: 02-A009357306
- Istituto Centrale per il Catalogo Unico: LO1V261223
- SNAC: w61m3j03
- Système universitaire de documentation: 05950935X
- Virtual International Authority File: 38111385
- WorldCat: E39PBJckKH48QqpMmQFCx8RMyd